# Factor de virulència
Els factors de virulència són molècules expressades i secretades per bacteris, virus, fongs i protozous patògens que són capaços d'aconseguir alguna de les següents característiques:
- Colonització d'un nínxol dins l'hoste (això inclou l'adhesió a les cèl·lules)
- Immunoevasió, evadir la resposta immunitària de l'hoste
- Immunosupressió, inhibir la resposta immunitària de l'hoste
- Entrada i sortida de les cèl·lules (si el patogen és un dels intracel·lulars)
- Obtenir nutrició de l'hoste.

Els factors de virulència són sovint els responsables de causar una malaltia en un hoste, ja que inhibeixen o impossibiliten certes funcions d'ell.
Els patògens posseeixen un ampli ventall de factors de virulència. Alguns són intrínsecs als bacteris (per exemple les càpsules i les endotoxines) mentre altres s'obtenen dels plasmidis (per exemple, algunes toxines pròpies de certs bacils esporulats).
El principal grup de factors de virulència és el de les toxines bacterianes. Aquestes es divideixen en dos grups: endotoxines i exotoxines. Els lipopolisacàrids (LPS) són un exemple prototípic d'endotoxina. Els lipopolisacàrids són un component de la paret cel·lular dels bacteris gram negatius, si bé també formen part de la càpsula de molts elements gram positius. El component lipídic A dels LPS té propietats tòxiques. És un potent antigen i estimula la resposta immunitària de l'hoste. Fa alliberar citoquinines i causa la febre i altres símptomes durant la malaltia. La cadena O del LPS de Yersinia enterocolitica, agent causal d'infeccions gastrointestinals, coordina l'expressió i regula l'activitat dels altres factors de virulència del bacteri, en funció de la temperatura i els nivells de calci del medi colonitzat. Les exotoxines són secretades activament per part d'alguns bacteris i tenen un ampli rang d'efectes. Les dues exotoxines més potents en els humans són la del tètanus (tetanospasmina) secretada per Clostridium tetani i la botulina secretada per Clostridium botulinum.
Corynebacterium diphtheriae empra una toxina particular monomèrica codificada per un bacteriòfag que li permet penetrar dins del citoplasma de les cèl·lules i inhibir els seus processos de síntesi de proteïnes. També produeixen toxines bacteris de gèneres molt diversos, incloent Escherichia coli; Vibrio cholerae (agent causant del còlera, que utilitza diversos mecanismes per potenciar la seva virulència); Clostridium perfringens (agent causal d'enverinaments alimentaris i de la gangrena gasosa) i Clostridium difficile (agent causal de la colitis pseudomembranosa i de la diarrea associada a antibiòtics).
Alguns fongs també produeixen toxines que s'anomenen micotoxines, que eviten que altres organismes consumeixin els aliments atacats pels fongs. Una de les micotoxines més perillosa és l'aflatoxina produïda per fongs del gènere Aspergillus (especialment per Aspergillus flavus). Si s'ingereix repetidament, l'aflatoxina pot danyar el fetge i arribar a ser causa d'un hepatocarcinoma. El fong fitopatogen Ustilago maydis secreta una toxina polipeptídica binària (KP6) produïda per diversos bacteriòfags.
Un altre grup de factors de virulència produïts per bacteris són les proteases d'immunoglobulina (Ig); secretades, per exemple, per Neisseria gonorrhoeae i Neisseria meningitidis.
Alguns bacteris com Streptococcus pyogenes, Staphylococcus aureus i Pseudomonas aeruginosa, produeixen múltiples enzims que causen danys als teixits de l'hoste. Aquests enzims inclouen la hialuronidasa, que degrada l'àcid hialurònic present als teixits; un conjunt de proteases i lipases, ADNases que degraden l'ADN i hemolisines que degraden una varietat de cèl·lules hostes hemàtiques, incloent-hi els glòbuls vermells.
Les càpsules estan fetes de carbohidrats i formen part de l'estructura exterior de moltes cèl·lules bacterianes, incloent Neisseria meningitidis (que causa un tipus de meningitis). Les càpsules tenen un paper important en l'evasió del sistema immunitari, ja que inhibeixen la fagocitosi del bacteri.

## Exemples
Exemples de factors de virulència de l'espècie Staphylococcus aureus són les: hialuronidases, proteases, coagulases, lipases, desoxiribonucleases i les enterotoxines.
Alguns exemples de factors de virulència de l'espècie Streptococcus pyogenes són: la M proteïna, les secrecions d'àcid lipoteicoic, l'existència de càpsules d'àcid hialurònic, d'invasines com ara les estreptolisines específiques de dit bacteri, hialuronidases, dorsettonines i les exotoxines especialment actives contra la cisteïna de les cèl·lules infectades.
Altres factors de virulència són els factors d'adhesió (adhesina) generats per diferents tipus de Salmonella, els biofilms (per exemple els formats per les sortases presents a la majoria dels firmicuts) o els productes que ataquen les integrines que regulen la fagocitosi, especialment la beta-1 ad3.
Nombrosos microorganismes poden expressar combinacions d'enzims extracel·lulars, toxines i factors antifagocítics. Un dels més notables és Listeria monocytogenes. Helicobacter pylori empra les seves ureases per sobreviure en l'ambient àcid de l'estómac i té proteïnes de membrana externa que interactuen amb determinats receptors de la superfície cel·lular de l'hoste per tal d'afavorir la infecció de l'epiteli gàstric. A més, posseeix un sistema especialitzat que secreta dues toxines principals: CagA i VacA. CagA és la responsable de la majoria de danys en l'hoste i interfereix greument els seus mecanismes senyalitzadors intracel·lulars, arribant a provocar úlceres o un procés cancerós en alguns casos. Existeixen dos isoformes de dita toxina, Western CagA i East Asian CagA, sent la darrera la més virulenta.